# یک ملوان رفت به دریا
«یک ملوان رفت به دریا» (به انگلیسی: A Sailor Went to Sea) نام یک شعر کودکانه به سبک بازی کف‌زدن و پرش از طناب می‌باشد. در ابتدا نام این شعر «پدر من رفت به دریا» بود، اما بعدها که این شعر گسترش یافت و همه گیر شد و نام آن به «یک ملوان رفت به دریا» تغییر کرد.

## ترجمه متن ترانه
یک ملوان رفت به دریا، دریا، دریا
برای دیدن چیزی که می‌تونه ببینه، ببینه، ببینه
اما همه‌ی چیزی که میبینه، میبینه، میبینه
پایین در آبی عمیق بود دریا، دریا، دریا

## در فرهنگ عامه
این آهنگ در یک قسمت از قصه‌های گیاهی (یک مجموعه برنامه کودکانه آمریکایی) با عنوان «بعضی از سبزیجات رفتن به دریا» تقلید شد.